# Cuivre Township (comté d'Audrain, Missouri)
Cuivre Township est un township du comté d'Audrain dans le Missouri, aux États-Unis,. En 2010, le township comptait une population de 5 125 habitants. Il est baptisé en référence à Cuivre Creek.

## Source de la traduction
- (en) Cet article est partiellement ou en totalité issu de l’article de Wikipédia en anglais intitulé « Cuivre Township, Audrain County, Missouri » (voir la liste des auteurs).